# 1929 na música

## Música Popular
- Mário Reis: Vamos deixar de intimidade, de Ary Barroso

## Nascimentos

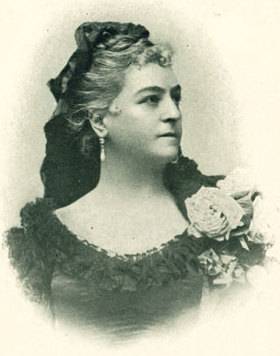
Lilli Lehmann

| Data            | Nome                  | Profissão                                           | Nacionalidade             | Observações | Ref |
| --------------- | --------------------- | --------------------------------------------------- | ------------------------- | ----------- | --- |
| 21 de fevereiro | Roberto Gómez Bolaños | escritor, ator, comediante, dramaturgo e compositor | México                    | m. 2014     |     |
| 8 de Março      | Hebe Camargo          | apresentadora de TV e cantora                       | Brasil                    | m. 2012     |     |
| 22 de Março     | P. Ramlee             | compositor e cantor                                 | Malásia                   | m. 1973     |     |
| 6 de Abril      | André Previn          | compositor e maestro                                | Alemanha / Estados Unidos | m. 2019     |     |
| 8 de Abril      | Jacques Brel          | compositor e cantor                                 | Bélgica                   | m. 1978     |     |
| 17 de Julho     | Wilma Bentivegna      | cantora                                             | Brasil                    | m. 2015     |     |
| 2 de Agosto     | Zeca Afonso           | músico e compositor de intervenção                  | Portugal                  | m. 1987     |     |

## Mortes
| Data       | Nome          | Profissão            | Nacionalidade | Observações | Ref |
| ---------- | ------------- | -------------------- | ------------- | ----------- | --- |
| 17 de Maio | Lilli Lehmann | soprano, prima donna | Alemanha      | n. 1848     |     |